# パティー・バーグ
パティー・バーグ（Patty Berg）ことパトリシア・ジェーン・バーグ（Patricia Jane Berg、1918年2月13日 – 2006年9月10日）は米国人女性プロゴルファーで、1940年代から1960年代にかけて LPGA ツアーのトッププレーヤーだった。メジャー大会に合計15勝し、この勝利数は女子ゴルファーとして現在でも最多である。世界ゴルフ殿堂入りしている。

## アマチュア時代の成績
ミネソタ州ミネアポリスに生まれた。幼少のころはアメリカンフットボールが好きだった。後年オクラホマ・スーナーズのコーチとなるバド・ウィルキンソンも選手だった地元のフットボールチームで彼女はクォーターバックを務めていたという。1931年、13歳の時にフットボールばかりに熱中している娘を心配した両親の勧めでゴルフを始めた。1934年にミネアポリスシティー選手権に優勝した時点で、既にアマチュアとしてのキャリアが始まっていた。彼女は後年になり州アマチュアのタイトルも獲ったと主張している。ミネソタ大学に進みカッパカッパガンマというソラリティーに所属、1935年に全米女子アマチュア選手権に出場し、決勝でグレナ・コレット＝ベアに敗れはしたが、このことで全国から注目されるようになった。1937年にはタイトルホルダーズ選手権に優勝、1938年にはウェストモアランドで開催された全米女子アマに優勝した。さらにこの年女子ウェスタンアマチュアにも優勝した。1938年のタイトルホルダーズ選手権の優勝と、この年にカーチスカップに出場して米国チームが優勝したことなどにより AP通信社ウーマンアスリートオブザイヤーに選ばれた。1939年にはタイトルホルダーズ選手権を3連覇したが、期待された全米女子アマは虫垂炎の手術のために出場できなかった。

## プロでの成績
アマチュアで29勝し、1940年にプロに転向したが、その矢先の1941年12月、ヘレン・デットワイラーと一緒にゴルフ募金イベント会場に自動車で向かう途中、正面衝突事故に遭い脚を複雑骨折する大怪我を負った。
その後1年以上をかけて怪我から回復したが、当時は第二次世界大戦の最中であり、回復後は米国海兵隊に志願して入隊した。実際には有名人として戦争に協力する宣伝のためのもので、予備役少尉として、在宅でゴルフプレーも許された。
1943年にツアー復帰し、直後の女子ウェスタンオープンに勝利した。1946年の第1回全米女子オープンにも優勝した。1948年にはLPGAの前身である女子プロゴルフ協会 (WPGA) 設立に協力しながらも3勝、翌1949年も3勝を挙げた。1950年にLPGAが公式に発足し、バーグは13名の創設時メンバーの一人となり、かつ会長としてリーダーシップを発揮できる地位を得た。バーグはLPGA（およびWPGA）主催の大会で57勝したが、1957年のウィングドフットにおける全米女子オープンでは2位だった。1956年と1959年のLPGA選手権も2位に終わった。さらに、1953年、1957年、1958年の女子ウェスタンオープン、1955年と1957年のタイトルホルダーズ選手権に優勝したが、この二つの大会は当時のメジャー大会とされていた。1962年に最後の優勝を遂げた。AP通信の選ぶウーマンアスリートオブザイヤーには1938年のほか、1943年と1955年にも選考されている。年間平均スコアが最小の選手に贈られるベアトロフィーを1953年から1956年の4年間で3回受賞している。年間賞金ランキングでは1954年、1955年、1957年の3度トップを飾り、またタイトルホルダーズ選手権に都合7回優勝したのは現在も破られていない記録となっている。メジャータイトルとしては、このタイトルホルダーズに7勝のほか、女子ウェスタンオープンにも7勝、そして全米女子オープンに1勝の都合15勝を挙げている。
1963年、バーグはボブジョーンズ賞の受賞者に選考された。ボブジョーンズ賞は、ゴルフにおける卓越したスポーツマンシップが認められた者に対して全米ゴルフ協会 (USGA) によって授与される最高の栄誉とされる。1986年には全米ゴルフコース支配人協会 (Golf Course Superintendents Association of America, GCSAA) により最高の栄誉であるオールドトムモリス賞も受賞した。LPGA は1978年にパティ・バーグ賞を設立した。晩年は、PGAツアープレーヤーで彼女と親しいフロリダ在住のノーラン・ヘンケと協同で「ノーラン・ヘンケ / パティ・バーグ ジュニアマスターズ」を設立し、若い選手の育成を促進した。
1991年から2006年までのPGAツアー全期を通じてのウエスタンオープンの会場となったことで有名なイリノイ州ルモントのコグヒルゴルフ＆カントリークラブ (Cog Hill Golf & Country Club) のオーナーであるジョー・ジェムセックは、LPGAツアーにおける彼女の全キャリアを通じてのスポンサーだった。同じくジェムセックが所有するイリノイ州ウェストシカゴの公共施設であるセントアンドリュースゴルフ＆カントリークラブは、バーグが代表を務め、60年以上にわたって女子ツアーの大会会場となった。
バーグはゴルフ教室講師を生涯で16,000回以上（そのうちの多くはシカゴに本拠があるウィルソンスポーツグッズ社の後援によるもので、「パティ・バーグ ヒットパレード」と呼ばれていた）務めたとシカゴランドゴルフマガジン (Chicagoland Golf magazine) によるインタビューにおいて語っている。1回の受講者数を考えると、都合50万人以上に個人指導を行いゴルフの世界に送り出したことになる。彼女は、死ぬまでの66年間ウィルソンの顧問スタッフのメンバーに登録されていた。
2004年12月、彼女はアルツハイマー病と診断されたと発表した。21ヶ月後、フォートマイヤーズにおいて合併症で死亡、88歳だった。

## プロでの勝利（63勝）

### LPGAツアー勝利（60）
- 1937（1） タイトルホルダーズ選手権 （アマチュアとして）
- 1938（1） タイトルホルダーズ選手権 （アマチュアとして）
- 1939（1） タイトルホルダーズ選手権 （アマチュアとして）
- 1941（3） 女子ウェスタンオープン、ノースカロライナオープン、ニューヨークインビテーショナル
- 1943（2） 女子ウェスタンオープン、オールアメリカンオープン
- 1945（1） オールアメリカンオープン
- 1946（4）北カリフォルニアオープン、北カリフォルニアメダルトーナメント、ペブルビーチオープン、全米女子オープン
- 1947（3）北カリフォルニアオープン、ペブルビーチオープン、北カリフォルニアメダルトーナメント
- 1948（3） タイトルホルダーズ選手権、女子ウェスタンオープン、ハードスクラブルオープン
- 1949（3） タンパオープン、テキサスPGAチャンピオンシップ、ハードスクラブルオープン
- 1950 （3） イースタンオープン、サンセットヒルズオープン、ハードスクラブルウィメンズインビテーショナル
- 1951 （5） サンドヒルズ女子オープン、ペブルビーチウェザーベーン、ニューヨークウェザーベーン、144ホールウェザーベーン、女子ウェスタンオープン
- 1952 （3） ニューオーリンズ女子オープン、リッチモンドオープン、ニューヨークウェザーベーン
- 1953 （7） ジャクソンビルオープン、タイトルホルダーズ選手権、ニューオーリンズ女子オープン、フェニックスウェザー （ルイーズ・サグスとタイ ）、リノオープン、オールアメリカンオープン、
- 1954 （3） トライアングルラウンドロビン、ワールドチャンピオンシップ、アードモアオープン
- 1955 （6） セントピーターズバーグ・オープン、タイトルホルダーズ選手権、女子ウェスタンオープン、オールアメリカンオープン、ワールドチャンピオンシップ 、クロックオープン
- 1956 （2） ダラスオープン、アーカンソーオープン
- 1957 （5） ハバナオープン、タイトルホルダーズ選手権、女子ウェスタンオープン、オールアメリカンオープン、ワールドチャンピオンシップ
- 1958 （2） 女子ウェスタンオープン、アメリカン女子オープン
- 1960 （1） アメリカン女子オープン
- 1962 （1） マスコギーチビタンオープン

LPGA メジャーは太字で示される

### その他の勝利（3）
- 1944　プロレディビクトリーナショナル（ ジョニーレボルタと ）
- 1950　オーランドツーボール（ アール・スチュワートと ）
- 1954　オーランドツーボール（ ピート・クーパーと ）

## メジャー勝利

### 勝利（15）
| 年     | 大会名                   | 勝利スコア               | 2位との差    | 準優勝                               |
| ------ | ------------------------ | ------------------------ | ------------ | ------------------------------------ |
| 1937   | タイトルホルダーズ選手権 | +3（80-87-73 = 240）     | 3ストローク  | ドロシー・カービー （a）             |
| 1938年 | タイトルホルダーズ選手権 | -5（78-79-77-77 = 311）  | 14ストローク | ジェーン・コトラン （a）             |
| 1939   | タイトルホルダーズ選手権 | +19（78-78-83-80 = 319） | 2ストローク  | ドロシー・カービー（a）              |
| 1941   | 女子ウェスタンオープン   | 7 & 6                    | 7 & 6        | バート・ワイル                       |
| 1943年 | 女子ウェスタンオープン   | 1 up                     | 1 up         | ドロシー・カービー（a）              |
| 1946   | 全米女子オープン         | 4 & 3                    | 4 & 3        | ベティー・ジェームソン               |
| 1948   | タイトルホルダーズ選手権 | +8（80-74-78-76 = 308）  | 1ストローク  | ペギー・カーク、ベーブ・ザハリアス   |
| 1948   | 女子ウェスタンオープン   | 37ホール目               | 37ホール目   | ベーブ・ザハリアス                   |
| 1951   | 女子ウェスタンオープン   | 2 up                     | 2 up         | パット・オサリバン （a）             |
| 1953   | タイトルホルダーズ選手権 | +6（72-74-73-75 = 294）  | 9ストローク  | ベッツィー・ロールズ                 |
| 1955   | タイトルホルダーズ選手権 | +3（76-68-74-73 = 291）  | 2ストローク  | メアリー・レナ・フォーク             |
| 1955   | 女子ウェスタンオープン   | E（73-75-71-73 = 292）   | 2ストローク  | フェイ・クロッカー、ルイーズ・サグス |
| 1957   | タイトルホルダーズ選手権 | +8（78-71-78-69 = 296）  | 3ストローク  | アン・クアスト （a）                 |
| 1957   | 女子ウェスタンオープン   | −1（72-70-75-74 = 291）  | 1ストローク  | ウィフィ・スミス                     |
| 1958   | 女子ウェスタンオープン   | +1（75-72-71-75 = 293）  | 4ストローク  | ビバリー・ハンソン                   |

### 結果のタイムライン
| トーナメント             | 1937 | 1938 | 1939 |
| ------------------------ | ---- | ---- | ---- |
| 女子ウェスタンオープン   | DNP  | QF   | DNP  |
| タイトルホルダーズ選手権 | 1    | 1    | 1    |

| トーナメント             | 1940 | 1941 | 1942 | 1943 | 1944 | 1945 | 1946 | 1947 | 1948 | 1949 |
| ------------------------ | ---- | ---- | ---- | ---- | ---- | ---- | ---- | ---- | ---- | ---- |
| 女子ウェスタンオープン   | DNP  | 1    | DNP  | 1    | QF   | DNP  | 2    | SF   | 1    | SF   |
| タイトルホルダーズ選手権 | ？   | ？   | ？   | NT   | NT   | NT   | ？   | 4    | 1    | T2   |
| 全米女子オープン         | NYF  | NYF  | NYF  | NYF  | NYF  | NYF  | 1    | 9    | T4   | T4   |

| トーナメント             | 1950 | 1951 | 1952 | 1953 | 1954 | 1955 | 1956 | 1957 | 1958 | 1959 |
| ------------------------ | ---- | ---- | ---- | ---- | ---- | ---- | ---- | ---- | ---- | ---- |
| 女子ウェスタンオープン   | SF   | 1    | QF   | 2    | SF   | 1    | T4   | 1    | 1    | T2   |
| タイトルホルダーズ選手権 | T8   | T3   | T3   | 1    | 2    | 1    | 2    | 1    | 3    | T8   |
| 全米女子オープン         | 5    | 8    | 9    | 3    | 12   | 5    | T3   | 2    | T9   | 6    |
| LPGA選手権               | NYF  | NYF  | NYF  | NYF  | NYF  | ？   | 2    | 7    | 12   | 2    |

| トーナメント             | 1960 | 1961 | 1962 | 1963 | 1964 | 1965 | 1966 | 1967 | 1968 | 1969 |
| ------------------------ | ---- | ---- | ---- | ---- | ---- | ---- | ---- | ---- | ---- | ---- |
| 女子ウェスタンオープン   | T13  | T15  | T3   | DNP  | 14   | 9    | ？   | T11  | NT   | NT   |
| タイトルホルダーズ選手権 | T4   | T2   | 4    | ？   | T15  | 23   | ？   | NT   | NT   | NT   |
| 全米女子オープン         | 17   | 18   | T13  | T29  | 10   | T22  | T18  | 39   | T29  | CUT  |
| LPGA選手権               | 4    | 20   | T13  | ？   | 12   | T11  | ？   | T22  | T22  | T17  |

| トーナメント           | 1970 | 1971 | 1972 | 1973 | 1974 | 1975 | 1976年 | 1977 | 1978 | 1979 |
| ---------------------- | ---- | ---- | ---- | ---- | ---- | ---- | ------ | ---- | ---- | ---- |
| タイトルホルダー選手権 | NT   | NT   | T36  | NT   | NT   | NT   | NT     | NT   | NT   | NT   |
| 全米女子オープン       | 31   | DNP  | DNP  | CUT  | DNP  | CUT  | CUT    | CUT  | CUT  | CUT  |
| LPGA選手権             | T17  | ？   | CUT  | T51  | ？   | ？   | ？     | ？   | ？   | ？   |

NYF =トーナメント未設立
NT =トーナメントなし
DNP =不出場
CUT =予選落ち
R16、QF、SF =マッチプレーで敗戦したラウンド
「T」は同順位
勝利のための緑の背景。トップ10は黄色の背景

### 概要
- 出場– 93 1
- 勝利– 15
- 2位フィニッシュ– 10
- 3位フィニッシュ– 6
- 上位3位-31
- 上位5位-40
- トップ10終了– 57
- 上位25位-77
- 予選落ち– 8
- 連続予選通過– 79
- トップ10の最長連勝– 32

1 確実でないものは含まれない

## チームでの出場
アマチュア
- カーティスカップ （米国代表）： 1936 （タイ、カップ保持）、1938 （勝利）